# Донецько-Луганське регіональне управління ДПС (Україна)
Донецько-Луганське регіональне управління (ДнЛРУ, в/ч 1566)  — колишній територіальний орган Державної прикордонної служби України, що виконував завдання щодо забезпечення національної безпеки і оборони, відсічі та стримування збройної агресії Російської Федерації у Донецькій та Луганській областях, в районі проведення Операції об'єднаних сил. Виконує завдання на ділянці загальною протяжністю 479 км із них: по лінії зіткнення — 396 км, по лінії державного кордону (берегова смуга Азовського моря) — 88 км. Прикордонний контроль здійснюється в 3-х морських пунктах пропуску, контрольно-перевірочні заходи осіб та транспортних засобів, що перетинають лінію зіткнення в районі ООС — в 6 КПВВ («Станиця Луганська», «Золоте» (тимчасово оформлення осіб та транспортних засобів через лінію зіткнення не проводиться), «Майорське», «Мар’їнка», «Новотроїцьке», «Гнутове») в межах визначених гуманітарних дорожніх коридорів.

## Історія
Плани щодо створення нового регіонального управління оголошено наприкінці 2017 року. Управління створено на базі Окремого військового відділу «Краматорськ» і розпочало роботу в березні 2018 року. В грудні того ж року підрозділ передислокувався на нове місце розташування.
21 грудня 2019 року в рамках оптимізації структури Державної прикордонної служби та скорочення управлінської ланки було ліквідувано Донецько-Луганське РУ. Лисичанський, Краматорський і Донецький прикордонні загони були передані до складу Східного регіонального управління.

## Структура
- Краматорський прикордонний загін
- Лисичанський прикордонний загін
- Донецький прикордонний загін

## Командування
- начальник регіонального управління генерал-майор Лебідь Олександр Вікторович,
- перший заступник начальника регіонального управління — начальник штабу полковник Самбор Юрій Олександрович.